# Jarl Salomein
Jarl Salomein (né le 27 janvier 1989 à Gand) est un coureur cycliste belge, professionnel entre 2011 et 2017 au sein de l'équipe Sport Vlaanderen-Baloise.

## Biographie
En septembre 2017 il termine huitième du Grand Prix de Fourmies.
Il met un terme à sa carrière de coureur à l'issue de la saison 2017.

## Palmarès et classements mondiaux

### Palmarès sur route
- 2006[3]
  - 2e du Grand Prix Pommeroeul
- 2007
  - 2e étape de la Route de l'Avenir
  - 2e du Grand Prix Bati-Metallo
  - 2e du championnat de Belgique sur route juniors
- 2009
  - 2e du Circuit Jean Bart
- 2010
  - Circuit Het Nieuwsblad espoirs
  - 1re étape de la Ronde de l'Oise
  - Circuit du Pévèle

### Classements mondiaux
| Année           | 2010 | 2011 | 2012 | 2013 | 2014 |
| --------------- | ---- | ---- | ---- | ---- | ---- |
| UCI Europe Tour | 243e | nc   | nc   | 670e | 923e |